# Kronplatz
Kronplatz (italienska: Plan de Corones) är ett berg och ett skidsystem i Dolomiterna. Berget når 2 275 meter över havet.
Systemet ligger i byarna Bruneck, Olang, St. Vigil och Gipfel. Området är beläget i norra Italien och i området runt Kronplatz pratas tyska, italienska och ladinska. Kronplatz har 42 pister och 25 liftar. Sammanlagd längd på alla pister är 9 mil.
Det finns en 17 kilometer lång väg upp till Kronplatz. Den här vägen användes på den 17:e etappen på Giro d'Italia 2006. Medellutningen på backen är 7,5% och där det är som brantast hela 24%.